# Cocculinidae
Famille
Cocculinidae est une famille de gastéropodes cosmopolites pouvant vivre de 30 à 3700 mètres de profondeur. La taille de leur coquille est inférieure à 5 mm.

## Liste des genres
- Genre Cocculina Dall, 1882
- Genre Coccocrater Haszprunar, 1987
- Genre Coccopigya Marshall, 1986
- Genre Fedikovella Moskalev, 1976
- Genre Paracocculina Haszprunar, 1987
- Genre Teuthirostria Moskalev, 1976